# Cristina Dassaeva
Cristina Dassaeva Gaas (Sevilla, 2 de abril de 1990) es una ex gimnasta rítmica española que formó de la selección nacional de gimnasia rítmica en la modalidad de conjuntos. Con el Club Deportivo Zaragozano ha logrado además varias medallas nacionales a nivel individual y de conjuntos. En la actualidad forma parte del equipo oficial de cheerleaders del club de baloncesto Basket Zaragoza 2002 y trabaja como modelo.
Su padre es el exportero de fútbol soviético Rinat Dasáyev y su hermana Elmira Dassaeva es ex gimnasta rítmica y gimnasta aeróbica.

## Biografía deportiva

### Inicios
Nació el 2 de abril de 1990 en Sevilla, ya que su familia residía allí debido a que su padre Rinat Dasáyev jugaba entonces en el Sevilla Fútbol Club. Se inició en la gimnasia rítmica con su hermana Elmira en el Club Deportivo Zaragozano. Junto a otras gimnastas como Ada Liberio, Ana Bolea o su hermana Elmira Dassaeva, hizo que el club se convirtiera a nivel regional en unos de los equipos referentes en gimnasia rítmica durante varias décadas.
En los años 2000 y 2001 fue campeona de Aragón individual en la categoría alevín. En el Campeonato de España Individual logró la medalla de bronce en categoría alevín en el año 2000. En el Campeonato de España de Conjuntos, en 2001 consiguió la plata en categoría infantil, y en el año 2002, en Murcia, se proclamó campeona de España júnior en la modalidad de conjuntos con el Club Deportivo Zaragozano tanto en la general como en 3 aros y 2 pelotas.

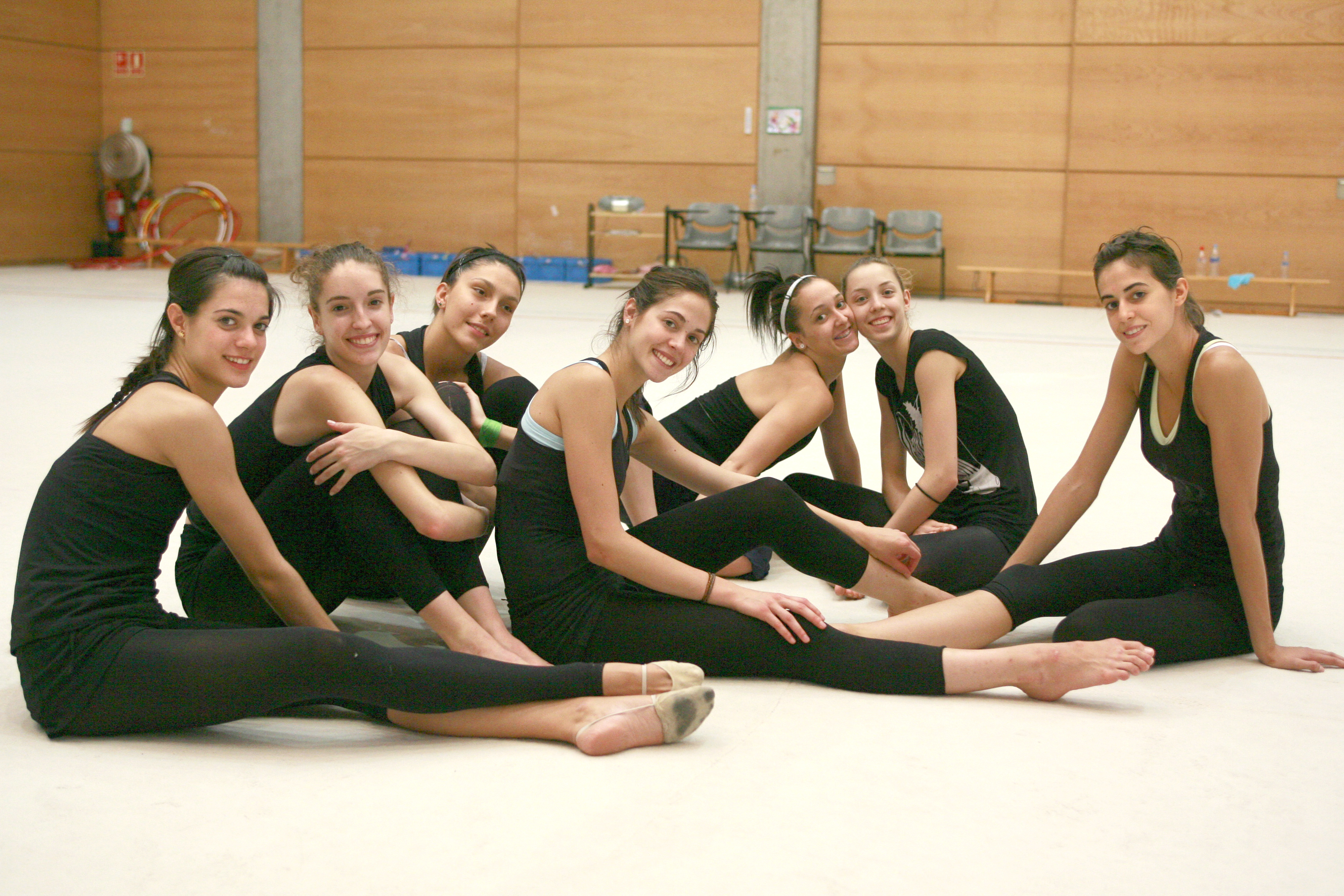
Cristina (tercera por la izquierda) con el resto del conjunto español en el CAR de Madrid (2007).

### Etapa en la selección nacional
En 2002 fue convocada por el conjunto júnior nacional y en 2003 participó como integrante del mismo en el Campeonato de Europa de Riesa, donde el combinado español fue 7º con el ejercicio de 5 aros. Aquel conjunto júnior estaba integrado por Cristina, Laura García Repo, Violeta González, Esther Rodríguez Rojo, Verónica Ruiz y Paula de Juan Corral como suplente. Desde el 8 de octubre de 2005 hasta 2008 formó parte como suplente de la concentración del conjunto sénior de la selección española en el CAR de Madrid, que se estaba preparando para los Juegos Olímpicos de Pekín 2008 bajo las órdenes de las entrenadoras Anna Baranova y Sara Bayón. Con el mismo participó en varias exhibiciones, además de ser convocada en 2008 a la Andalucía Cup de Conjuntos, disputada en el marco del Grand Prix de Marbella y donde el combinado español logró el oro en 5 cuerdas. Para 2008, además de Cristina, se encontraban en la concentración del conjunto las titulares Bárbara González Oteiza, Lara González, Isabel Pagán, Ana María Pelaz, Verónica Ruiz y Bet Salom, y las entonces suplentes Sandra Aguilar, Sara Garvín, Violeta González o Lidia Redondo.

### Retirada de la gimnasia
Se retiró como gimnasta rítmica a finales de 2008. Fue monitora de Multisport en Zaragoza. Desde diciembre de 2014 hasta octubre de 2016 fue componente del equipo de gimnasia estética de grupo Gym Zaragoza, con el que participó en varios torneos y campeonatos logrando varias medallas. El 3 de octubre de 2016 anunció a través de Instagram su retirada definitiva de la gimnasia.
En la actualidad forma parte del equipo oficial de cheerleaders del club de baloncesto Basket Zaragoza 2002, habiendo también sido cheerleader en la "Gira Ruta Ñ" de 2015 de la selección española de baloncesto y en el Campeonato Mundial de Baloncesto Sub-17 de 2016 en Zaragoza. También trabaja como modelo para varias marcas.

## Equipamientos
| Período     | Proveedor       |
| ----------- | --------------- |
| 2002 - 2006 | Li-Ning         |
| 2006 - 2008 | Austral         |
| 2008        | Dvillena Esport |

## Música de los ejercicios
| Año         | Aparatos         | Música |
| ----------- | ---------------- | --- |
| 2005 - 2006 | 5 cintas         | «El conquistador» de Maxime Rodriguez. |
| 2005        | 3 aros y 4 mazas | «Camina y ven» de David Bisbal y «Sphynx» de Giampiero Ponte. |
| 2006 - 2007 | 3 aros y 4 mazas | «Tristan & Iseult» de Maxime Rodriguez. |
| 2007        | 5 cuerdas        | Temas «Be», «Mayumana», «DJ I» y «Batucada», de Mayumana. |
| 2008        | 5 cuerdas        | Medley de varios temas, entre ellos «Asesinato del padre» de la banda sonora de Salomé (compuesta por Roque Baños), y «One» y «Capitán Casanova» de Rodrigo y Gabriela. |
| 2008        | 3 aros y 4 mazas | «Apocalypse Warrior (Drone)», «Voices of War (Emotional Version Featuring Female Vocal)», «Apocalypse Warrior (Orchestral Action Version)», «Voices of War (Action Version Featuring Choral)», «Apocalypse Warrior (Emotional Version Featuring Female Vocal)» y «New Empire (Orchestral Action version)», todos del álbum The Final Combat de Philippe Guez y Patrick Maarek. |

## Palmarés deportivo

### A nivel de club
| 2000 - Campeonato de Aragón Individual Oro en concurso general (categoría alevín) - Campeonato de España Individual en Córdoba Bronce en concurso general (categoría alevín) 2001 - Campeonato de Aragón Individual Oro en concurso general (categoría alevín) - Campeonato de España de Conjuntos en Vitoria Plata en concurso general (categoría infantil) | 2002 - Campeonato de España de Conjuntos en Murcia Oro en concurso general (categoría júnior) Oro en 3 aros y 2 pelotas |

### Selección española
| 2003 - Campeonato de Europa Júnior de Riesa 8º puesto en primera calificación 1.er puesto en segunda calificación 7º puesto en final (5 aros) | 2008 - Grand Prix de Marbella / Andalucía Cup de Conjuntos Oro en 5 cuerdas |

## Premios, reconocimientos y distinciones
- Distinción especial en la II Gala para empresas de la Fundación Down Zaragoza (2007)[14]

## Galería

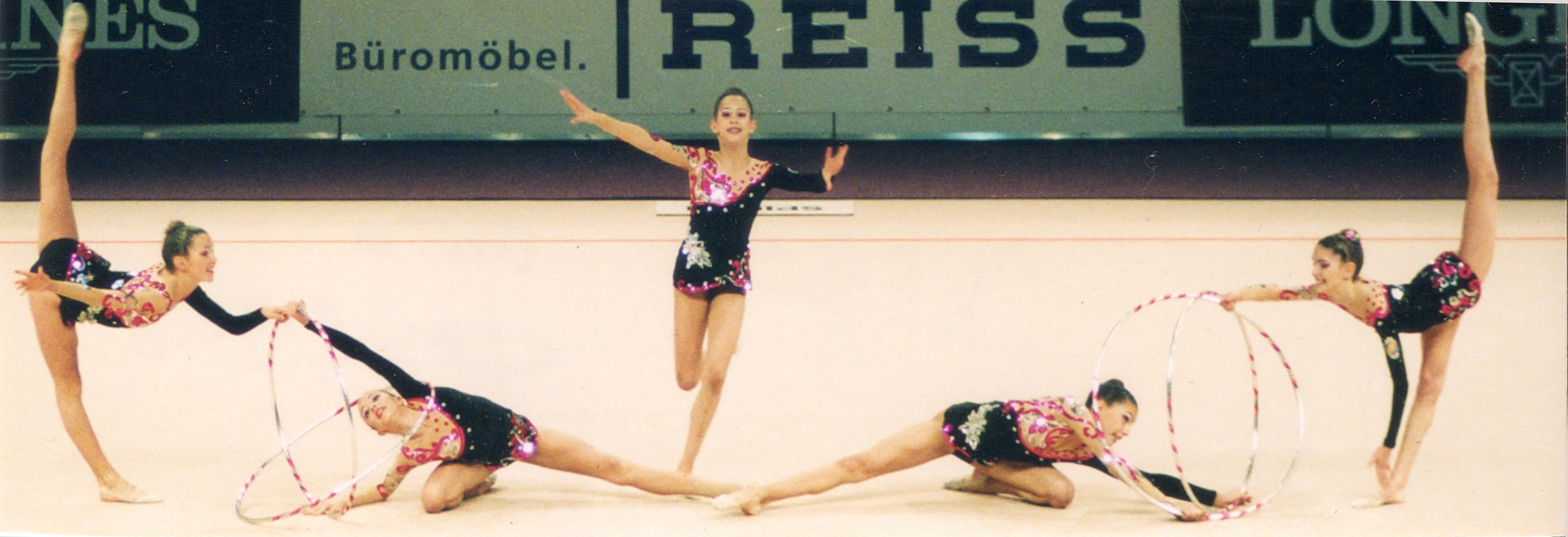
Cristina (segunda a la derecha) con el conjunto júnior en el Europeo de Riesa (2003).
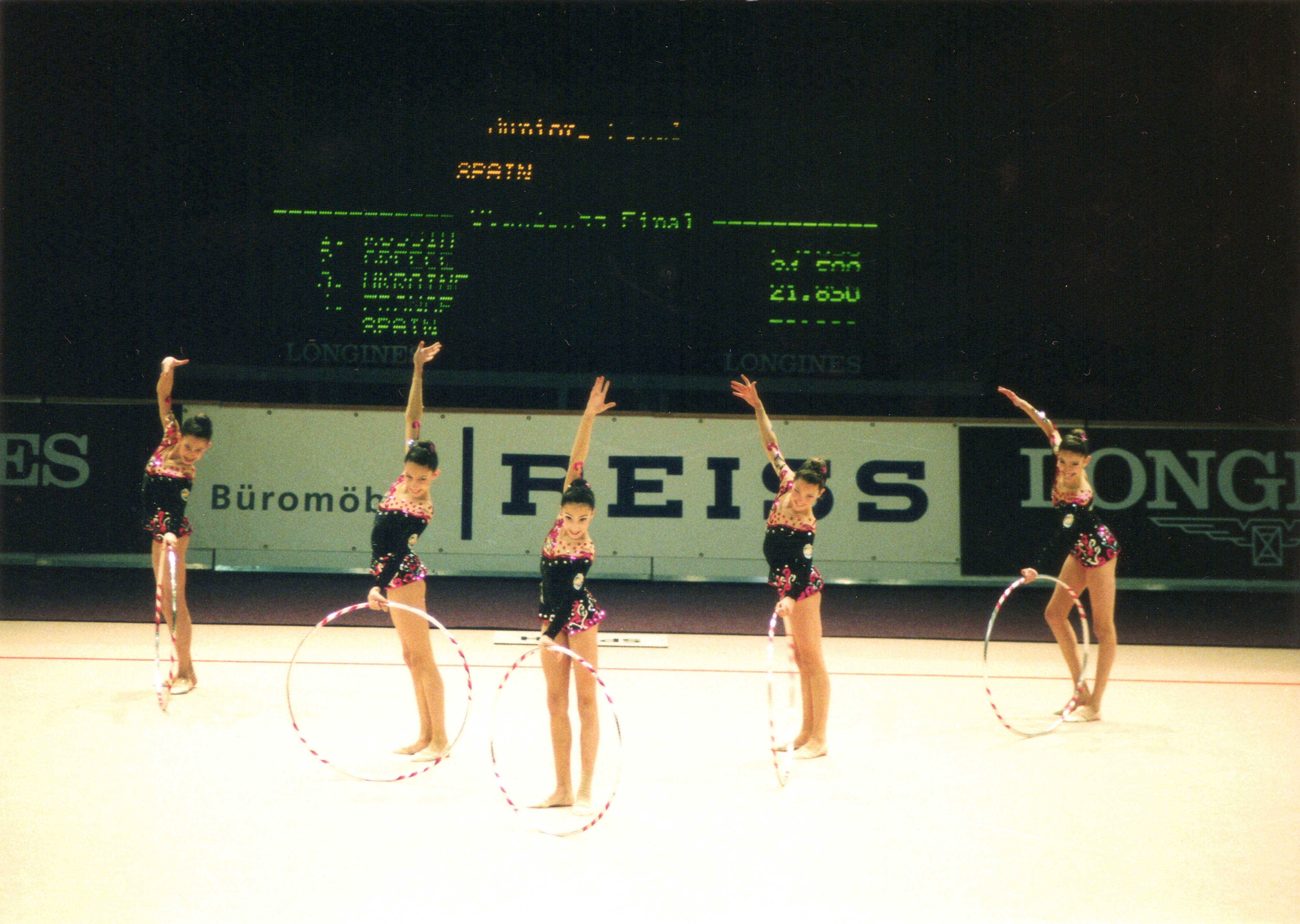
Otro momento del ejercicio de aros en el mismo Europeo.

## Filmografía

### Programas de televisión
| Programas de televisión | Programas de televisión | Programas de televisión | Programas de televisión |
| Año                     | Título                  | Cadena                  | Notas                   |
| ----------------------- | ----------------------- | ----------------------- | ----------------------- |
| 2007                    | Olímpicos. ADO 2008     | La 2 de TVE             | Aparición en reportaje  |